# Penser la Révolution française
 (18 mai 2024).
- Si vous ne connaissez pas le sujet, laissez ce bandeau (vous pouvez alors contacter les auteurs).
- Si vous supprimez le contenu mis en cause (vous pouvez préalablement contacter les auteurs),

argumentez précisément cette suppression dans la page de discussion
(un manque de référence n'est pas un argument ; une recherche réelle de référence doit avoir été effectuée, être formellement documentée).
Penser la Révolution française est un essai de l'historien français François Furet publié en 1978.

## Synthèse

### Première partie: La Révolution française est terminée

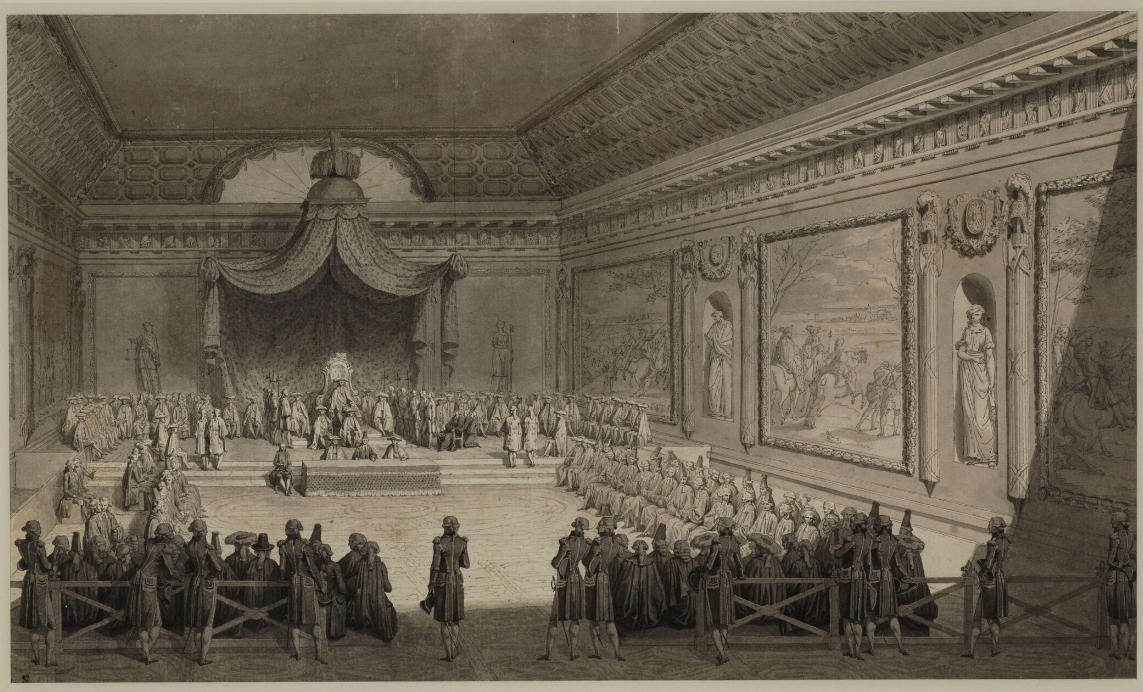
22 février-25 mai 1787 : assemblée des notables

La révolution est pensée dans l’historiographie comme origine. Le début de l’ère contemporaine est la fin d’un « Ancien Régime ». Les Républicains l’ont reprise à leur compte pour tracer le mythe de la République (Société des Amis de la Révolution 1881 ; Aulard responsable d’un cours sur la Révolution française à la Sorbonne 1886, Taine), puis du socialisme (Jaurès), puis après 1917 du communisme (Mathiez, Soboul) , Gaxotte propose quant à lui  une vision critique de la Révolution française, une historiographie de type  « contre-révolutionnaire » et monarchiste. Mais ce sont du coup des présentations d'une histoire trop commémorative, qui produisent une doxa, et les nouvelles perspectives (élargissement à l’économie, ou au social avec les paysans de Lefèvre) ne sont qu’une variation de cette doxa. 
Seul Tocqueville dans ‘’L’Ancien Régime et la révolution’’ a résisté à cette tentation en en faisant un achèvement, c’est-à-dire en désamorçant la logique qui veut que « la Révolution » soit traité comme un bouleversement fondateur : elle n’est que l’achèvement de la tradition centralisée anti aristocratique initiée par Richelieu et Louis XIV.
Finalement, la Révolution substitue la « royauté de la démocratie » [p129] à la royauté de droit divin, dans un renversement de l’idéologie et une continuité de l’institution. La question de la volonté générale et de sa représentation est donc fondamentale.

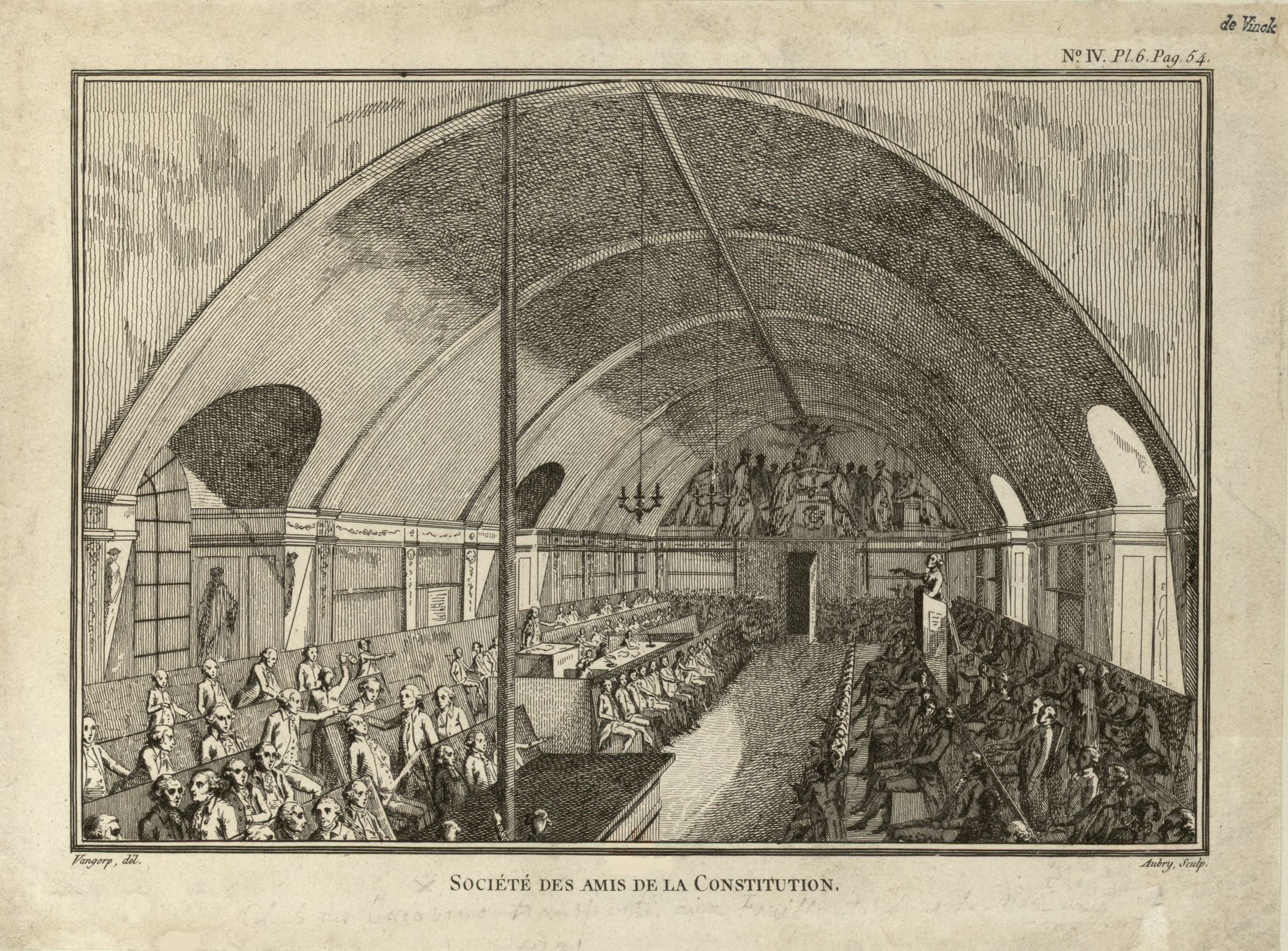
Une séance au club des Jacobins en 1791 dans la bibliothèque des Dominicains.
Alexandre de Lameth préside, tandis que Mirabeau prononce un discours.

Bien avant Boulainvilliers pour qui les corps intermédiaires (la noblesse ici)  participent de la volonté générale, ou Balby pour qui ils masquent cette même, il faut remonter à 1715 et la mort de Louis XIV : on tente de retourner alors au système des institutions-corps intermédiaires prévalents, notamment les parlements, mais ceux-ci sont discrédités par leur conservatisme (condamnation de l’Encyclopédie, de Calas…) et la Cour de Versailles reste un écran. Qui prend donc le relais de la nouvelle sociabilité politique ? Ce sont les journaux avec des hommes de lettres qui font l’opinion sans jamais avoir l’occasion de la mettre en pratique, ainsi que  les clubs de pensée et qui en sont l’envers ésotérique, opaque.  En 1787, la monarchie signe son arrêt de mort en admettant des assemblées des représentants avec des voix du Tiers-État doublées. 1789 est seulement la prise de conscience de la vacance de pouvoir réel que 1787 avait créée.
La Révolution sera donc hantée par le problème de la démocratie directe : on se méfie des représentants (qui représentent : l’Assemblée) : ceux qui figurent le peuple et font l’opinion sont les membres de sections et de clubs (idée de l’unanimité), et un club s’impose de  plus en plus comme volonté du peuple : les Jacobins.

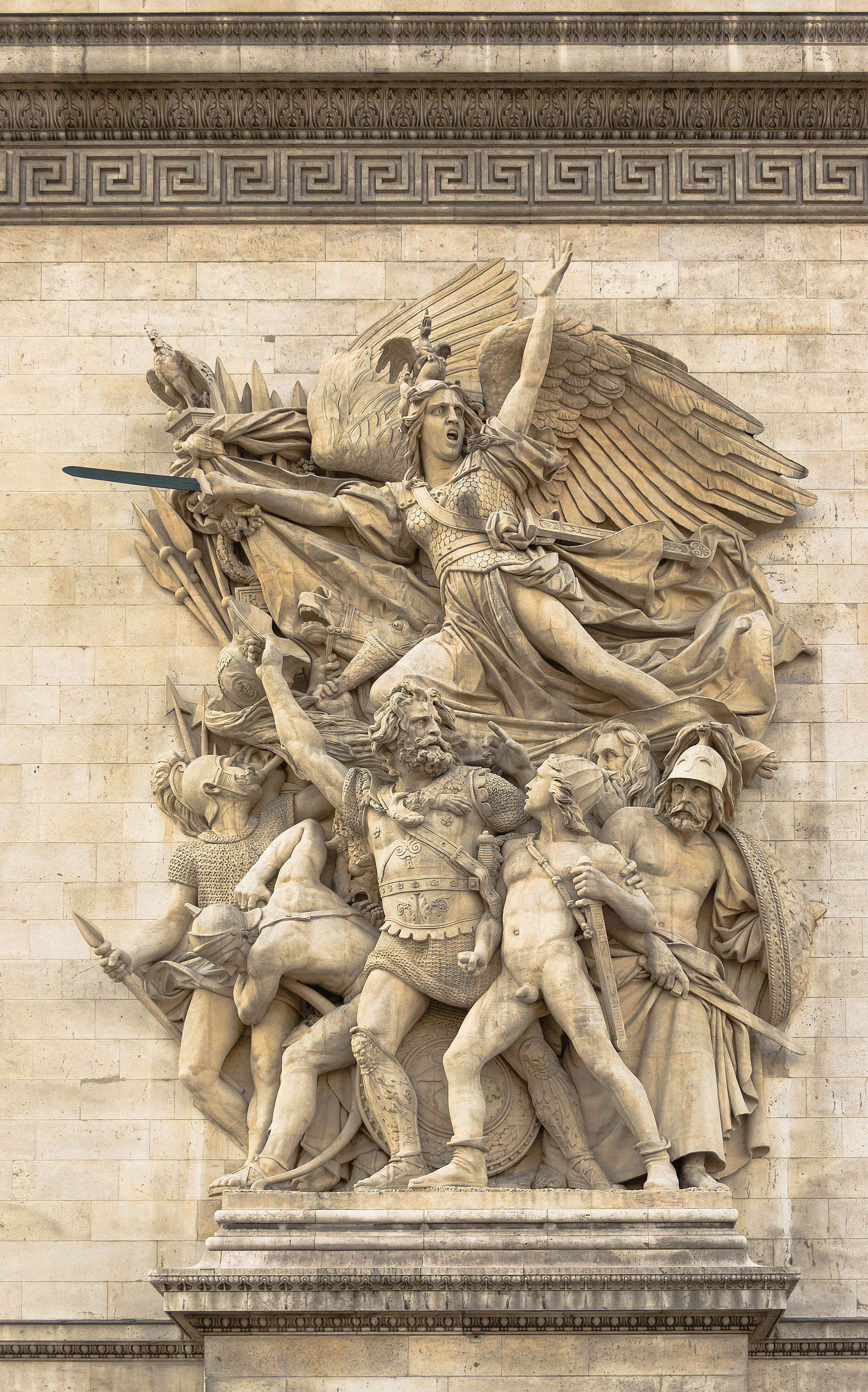
Le Départ des Volontaires de 1792 (connu aussi comme La Marseillaise) par François Rude, Arc de triomphe de l'Étoile, Paris

Le complot aristocratique, « abstrait, omniprésent et matriciel » [p91], permet de maintenir la fiction de la volonté générale ; si l’historiographie républicaine justifie la terreur par les « circonstances » (danger extérieur), ce n’est en fait qu’une redite de l’ambiance de complot de l’époque car ni le banquet des officiers ni la fuite de Varennes ne mettent objectivement en danger la nation. La guerre, « première rencontre d’une eschatologie laïque et du nationalisme » [p109-110] est décidée dans  une logique jusqu’au boutiste propre à la Révolution. Ainsi, après s’être débarrassé de la terreur, on garde la guerre comme moteur. Ou inversement : la terreur n’était que l’application de la guerre à l’intérieur du pays.

### Deuxième partie: Trois histoires possibles de la Révolution française

#### Le catéchisme révolutionnaire
Après 1917, on est invité à communier plus qu’à analyser la révolution : sinon on est contre révolutionnaire ; c’est la doxa du Précis d’ Albert Soboul. Sa ‘’Civilisation et la révolution française’’, avec ses  4 parties trop rigidement marxistes : paysans / nobles / bourgeois / « 4ème état » ne permet pas de voir la relative fluidité de la société française d’avant 1789, avec une noblesse plus divisée qu’on ne le dit, et sa relative unité : ainsi, bourgeoisie et noblesse lisent également Rousseau et Voltaire.
Mazauric est encore plus dogmatique avec son insistance sur la « révolution bourgeoise » : si on parle de mode de production (féodal à capitaliste), le temps de transition serait beaucoup plus long que les 20 ans de la révolution. Mazauric parle du passage d’une « bourgeoisie d’Ancien Régime » (foncier, officier, marchand) à une bourgeoisie à la Marx (exploitant la force salariée) : mais finalement dans les années 1810, les secteurs foncier, officier, marchand restent les principaux moteurs de promotion de la bourgeoisie française… 
Analyser dès lors la révolution comme un jeu d’alliances et de ruptures entre classes est un peu facile. L’idée d’une révolution bourgeoise centrale avec  les deux  dérapages populaires  que sont les sections (peuples des villes) et les chouans (peuples des campagnes)  pour  briser leur alliance avec la bourgeoisie ?  En fait les paysans dès les cahiers de doléances ont un agenda politique très séparé des événements de Paris. Quant à la Terreur des sections et à la guerre, elle n’est pas « naturelle » ni causée par les événements extérieurs (ce serait recopier les discours de l’époque). Le jeune Marx montre que Napoléon a transformé la terreur permanente en guerre permanente pour asseoir l’État comme propre fin au-dessus de la bourgeoisie montante. 

#### Tocqueville et le problème de la révolution française
En 1836 Tocqueville écrit « L’État social et politique de la France avant et depuis 1789 ». Il y montre que la noblesse est devenue une caste, et non une aristocratie (à l’anglaise) c’est-à-dire une classe dirigeante. La noblesse  se dispute des oripeaux (honorifiques et économiques) tandis que les moins favorisés développent l’esprit égalitaire ; cette démocratisation va pousser par contrecoup à plus de centralisme égalisateur contre le féodalisme localiste aristocratique.  Il se rapproche de l’analyse de Guizot, lui aussi homme politique et libéral, sur cette non-émergence d’une aristocratie française : Guizot le roturier est plus critique sur cette possibilité ; Tocqueville, de par son histoire familiale, a un regard plus nostalgique.
20 ans après, en 1856 Tocqueville dans ‘’L'Ancien Régime et la Révolution ‘’  livre un travail très sourcé sur ces intuitions. Trois parties se distinguent :
1. La révolution est un phénomène socio-politique : la substitution d’institutions féodales par des institutions égalitaires.
2. Les causes anciennes :
  1. Chapitres 1 et 12 : La paysannerie : tout laisse à penser qu’elle était déjà émancipée par rapport au reste de l’Europe, que les reliquats d’ancien régime lui étaient d’autant plus choquants.
  2. Chapitres 2 à 7 : La centralisation : les conquêtes administratives  du roi de France sont pour Tocqueville  tentaculaires (études des archives centrales) et souvent désobéies (étude des archives locales – Tours -  de Turgot), mais efficientes cependant. Ce dernier point est contradictoire. Il décrit l’administration comme bourgeoise et unie, mais on voit par exemple  comment l’administration centrale (de Versailles) est éradiquée après 1789 alors que l’administration des offices locaux joue un rôle prépondérant dans  la Révolution.
  3. Chapitres 8 à 11 : La société civile : elle définit le désir de démocratie comme celui de liberté politique (alors qu’en 1836, Tocqueville associait démocratie et égalité politique et la liberté politique au gouvernement  local, c’est-à-dire à une aristocratie. Cette évolution est normale : l’égalitarisme de 1848-49  a fait entretemps peur à Tocqueville). Tocqueville conserve la nostalgie de la liberté aristocratique d’avant le XIVe – XVe siècle, une image idéalisée courante que l’auteur, non connaisseur de la période reprend trop vite à son compte. La situation peut donc être ainsi définie : « la société civile du XVIIIe siècle est devenue trop nobiliaire pour ce qu’elle conserve de démocratique, et trop démocratique pour ce qu’elle conserve de nobiliaire », déclenchant ainsi la Révolution.
3. Les causes récentes (XVIIIe siècle) : Malgré ou à cause d’une période de prospérité économique (contre l’idée de décadence née de la crise conjoncturelle de 1789) et un État centralisé bien en place, l’idée d’un  « despotisme démocratique » apparaît dès les années 1750 chez les physiocrates et domine sur celle d’un libéralisme parlementaire.

#### Auguste Cochin: la théorie du jacobinisme
Cochin reste peu connu car il est mort en 1916, trop jeune, et avec une œuvre en préparation.

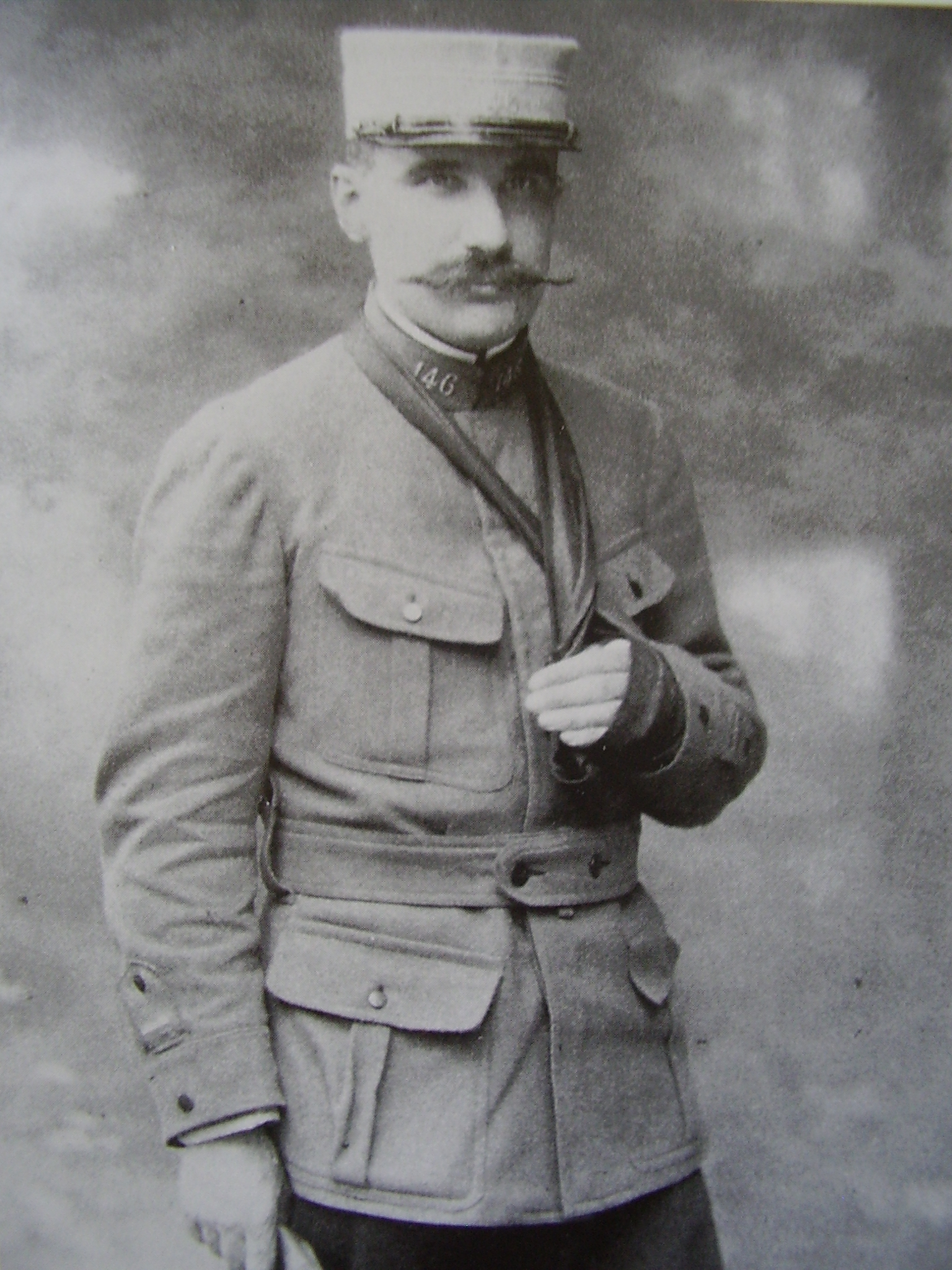
Augustin Cochin

Son idée fondamentale est qu’à la logique des corps de l’Ancien Régime, ancrés dans  le réel, et où règne les hiérarchies traditionnelles, se substitue celle des loges et clubs : les individus s’y assemblent en faisant abstraction de leur être social, dans un lieu de pur échange d’idée (obsédé par les fins) qui vise à trouver un consensus. Avec les convocation des États généraux dont le pouvoir royal demandait implicitement (sans le préciser) des élections de délégués, il n’y eut pas l’anarchie prévisible: car les membres des loges furent les orateurs de ces assemblées délibératives (ils savaient quel discours adopter dans  cette situation et avaient l’habitude de parler politique en groupe) selon « une idéologie égalitaire implicitement acceptée comme référence commune de la lutte politique, et manipulée comme une permanente surenchère par des groupes sans mandat » [p294].
L’idée démocratie de la Révolution française est née de cette dernière pratique sociale des loges et y trouve son modèle tout autant que ses limites (la manipulation de l’abstraction de la « volonté du peuple »). Les loges reproduisent leur modèle de pouvoir habituel (alors que pour Tocqueville : les Révolutionnaires ont dû improviser devant la vacance de pouvoir). Le club a sa propre logique, elle est une « machine » : « oligarchie anonyme, compagnie d’hommes obscurs, médiocres, successifs, interchangeables » [p278], avec des épurations inscrites dans son principe. L’analyse de Cochin des décisions des Girondins tire son originalité du point de vue : ce n’est pas du for intérieur psychologique (Michelet ou Aulard), mais du point de vue sociologique (à la Durkheim) étonnant pour ce catholique.

## Éditions
- Éditions Gallimard, coll. « Bibliothèque des histoires »  (ISSN 0768-0724), Paris, 1978, 259 p.
- Nouvelle éd. revue et corrigée, 1983  (ISBN 2-07-029381-5)